# ハクソー・リッジ
『ハクソー・リッジ』（Hacksaw Ridge）は、2016年のアメリカ合衆国の伝記映画。監督はメル・ギブソン。出演はアンドリュー・ガーフィールド、サム・ワーシントン、ルーク・ブレイシー、テリーサ・パーマー、ヒューゴ・ウィーヴィング、レイチェル・グリフィス、ヴィンス・ヴォーン。
第二次世界大戦の沖縄戦で衛生兵 (Combat Medic) として従軍したデズモンド・T・ドスの実体験を描いた戦争映画。デズモンドはセブンスデー・アドベンチスト教会の敬虔な信徒であり、沖縄戦で多くの人命を救ったことから、「良心的兵役拒否者 (Conscientious objector)」として初めて名誉勲章が与えられた人物である。
「ハクソー・リッジ」とは、沖縄戦において、浦添城址の南東にある「前田高地」と呼ばれた日本軍陣地。北側が急峻な崖地となっており、日本と連合国両軍の激戦地となったことから、アメリカ軍がこの崖につけた呼称（Hacksaw＝弓鋸）である。
2017年の第89回アカデミー賞において録音賞と編集賞を受賞した。

## ストーリー
アメリカ・ヴァージニア州の緑豊かな町で生まれ育ったデズモンド・ドスは、弟のハロルド（ハル）とともに野山を駆け回る活発な少年だったが、家族に問題を抱えていた。父親のトムは、兵士として戦った第一次世界大戦で心に傷を負い、酒に溺れ、母バーサとの喧嘩が絶えない日々を送っていた。ある日、弟との喧嘩で彼を死なせそうになる出来事が起き、自らを責め、「汝、殺すことなかれ」という教えを胸に刻む。
月日は流れ、成長したデズモンドは、看護師のドロシー・シュッテと恋に落ち、心躍る時を過ごしていた。だが、第二次世界大戦が日に日に激化し、デズモンドの弟も周りの友人達も次々と出征する。そんな中、教えを大切にしつつも、デズモンドは「衛生兵であれば自分も国に尽くすことができる」と陸軍に志願する。グローヴァー大尉の部隊に配属され、ジャクソン基地で上官のハウエル軍曹から厳しい訓練を受けるデズモンド。体力には自信があり、戦場に見立てた泥道を這いずり回り、全速力で障害物によじ登るのは何の苦もなかった。だが、ライフルの訓練が始まったとき、デズモンドは断固として銃に触れることを拒絶する。デズモンドは、モーセの十戒以外にも銃に触れない理由があった。
軍服や軍務には何の問題もなく「人を殺せないだけです」と主張するデズモンド。グローヴァー大尉は「戦争は人を殺すことだ」と告げ、命令に従えないのなら、除隊しろと宣告される。その日から、上官と兵士たちの嫌がらせが始まるが、デズモンドの決意は微塵も揺るがず、その姿を見ていた周囲もその姿勢を認め、そのうえで除隊を勧めるがデズモンドは従軍する意思を示す。
しかし、出征前に約束したドロシーとの結婚式の日、デズモンドはライフルの訓練を終えないと休暇は許可できないといわれ、命令拒否として軍法会議にかけられることになる。面会に訪れたドロシーに、銃に触れないのはプライドが邪魔しているからだと指摘されたデズモンドは、その”プライド”こそが大切だと気付く。「信念を曲げたら生きていけない」というデズモンドの深い思いに心を打たれたドロシーは「何があろうと、あなたを愛し続けるわ」と励ますのだった。「皆は殺すが、僕は助けたい」と軍法会議で堂々と宣言するデズモンド。窮地に陥るが、意外な人物の尽力でデズモンドの主張は認められる。
時は過ぎて1945年5月の沖縄。グローヴァー大尉に率いられて、「ハクソー・リッジ」に到着した第77歩兵師団のデズモンドと戦友のスミティら兵士達。先発部隊が6回登って6回撃退された末に壊滅した激戦地であった。150メートルの絶壁を登ると、そこには百戦錬磨の軍曹さえ見たことのない異界が広がっていた。前進した瞬間、日本軍による四方八方からの猛攻撃で瞬く間に倒れてゆく兵士達。衛生兵として重傷の兵士達を助けてゆくデズモンド。しかし、一度はハクソー・リッジを占領するも厳しい戦況に部隊は退却を余儀なくされる。その最中、負傷した仲間たちが取り残されるのを見たデズモンドは、たった一人で戦場へ留まることを決意する。

## キャスト
※括弧内は日本語吹替
- デズモンド・ドス - アンドリュー・ガーフィールド[7]（前野智昭）
- ハウエル軍曹 - ヴィンス・ヴォーン[8]（咲野俊介）
- ジャック・グローヴァー大尉 - サム・ワーシントン[8]（東地宏樹）
- スミティ・ライカー - ルーク・ブレイシー（英語版）[9]（辻井健吾）
- トーマス・ドス - ヒューゴ・ウィーヴィング[10]（広瀬彰勇）
- マンヴィル中尉 - ライアン・コア（英語版）[10]（荒井勇樹）
- ドロシー・シュッテ - テリーサ・パーマー[11]（武田華）
- バーサ・ドス - レイチェル・グリフィス[11]（仲村かおり）
- ステルツァー大佐 - リチャード・ロクスバーグ[11]
- ミルト・"ハリウッド"・ゼーン - ルーク・ペグラー（英語版）[11]
- ランダル・"ティーチ"・フラー - リチャード・パイロス（英語版）[11]
- グリース・ノーラン - ベン・ミンゲイ（英語版）[11]
- ヴィト・リネリ - フィラス・ディラーニ（英語版）[11]
- ラルフ・モーガン - ダミアン・ソムリンソン（英語版）
- クーニー中佐 - マット・ネイブル
- サングストン大佐 - ロバート・モーガン（英語版）
- ハロルド・"ハル"・ドス - ナサニエル・ブゾリック（英語版）

## 製作
2014年11月20日、実話を基にした戦争映画『Hacksaw Ridge』の監督としてメル・ギブソンに交渉中であり、また第二次世界大戦の沖縄戦で多くの命を救ってトルーマン大統領から名誉勲章を授与された米軍衛生兵のデズモンド・T・ドス役としてアンドリュー・ガーフィールドへのオファーが出ていることが発表された。グレゴリー・クロスビーが原案を書き、その後ロバート・シェンカンとランダル・ウォレスが脚本を執筆した。プロジェクトはウォールデン・メディアがパンデモニウム・フィルムズのビル・メカニックとパーマット・プレゼンテーションズのデヴィッド・パーマットと共同で進め、またプロデューサーは他にグレゴリー・クロスビー、スティーヴ・ロンギ、エレクサ・ルースが務めている。プロジェクトはもともとセブンスデー・アドベンチスト教会のスタン・ジェンセンの後押しを受けたクロスビーによってハリウッドに持ち込まれた。
2015年2月9日、IMグローバルが映画への出資契約を結び、また国際市場へと売り込まれた。同日、ライオンズゲートが北米配給権を獲得した。中国での配給権は上海を拠点とする映画製作・配給会社のブリス・メディアが獲得した。2015年7月29日、ヴィンス・ヴォーンとサム・ワーシントンがキャストに追加された。ギブソンは2006年の『アポカリプト』以来となる監督に就任した。アンドリュー・ナイトが脚本を手直し、またギブソンのパートナーであるブルース・デイヴィがポール・カリーと共にプロデューサーに加わった。2015年8月25日、ルーク・ブレイシーがスミッティ役での出演契約を交わした。2015年9月29日、テリーサ・パーマー、レイチェル・グリフィス、リチャード・ロクスバーグ、ルーク・ペグラー, リチャード・パイロス、ベン・ミンゲイ、フィラス・ディラーニ、ニコ・コルテス、マイケル・シースビー、ゴラン・クルート、ジェイコブ・ワーナー、ヘンリー・グリーンウッド、ダミアン・トムリンソン、ベン・オトゥール、ベネディクト・ハーディー、ロバート・モーガン、オリ・プフェファー、ミロ・ギブソン、ナサニエル・ブゾリックの出演が発表された。2015年10月19日、ヒューゴ・ウィーヴィングがデズモンドの父のトム役で加わり、さらにライアン・コアがマンヴィル中尉役での出演契約を交わした。またクロス・クリーク・ピクチャーズが出資者に加わり、さらに10月21日、クロス・クリークは映画の製作・出資のためにデマレスト・メディア、ウィンディ・ヒル・ピクチャーズ、キルバーン・メディアと提携した。

### 撮影
主要撮影は2015年9月5日にオーストラリアのニューサウスウェールズ州で始まった。製作はフォックス・スタジオ・オーストラリアを拠点に行われている。ニューサウスウェールズ副首相のトロイ・グラントは製作に関係する仕事により2600万オーストラリアドルがもたらされるだろうと予測した。2015年9月21日、シドニーでの撮影が始まった。

## 公開
北米ではライオンズゲート配給により、2016年11月4日に封切られた。

## 評価
本作は高い評価を得ており、Rotten Tomatoesでは86%の数値を得ている。ローリング・ストーン誌のピーター・トラヴァースは星3.5（星4つ満点）と評価している。日本の予告編では、トラヴァースは「『プライベート・ライアン』を超える戦闘シーン」と評したと宣伝されているが、正しくは「『ブレイブハート』と『プライベート・ライアン』以来、最も暴虐で血まみれた殺戮」と評価している。